# Tour de la Tortue

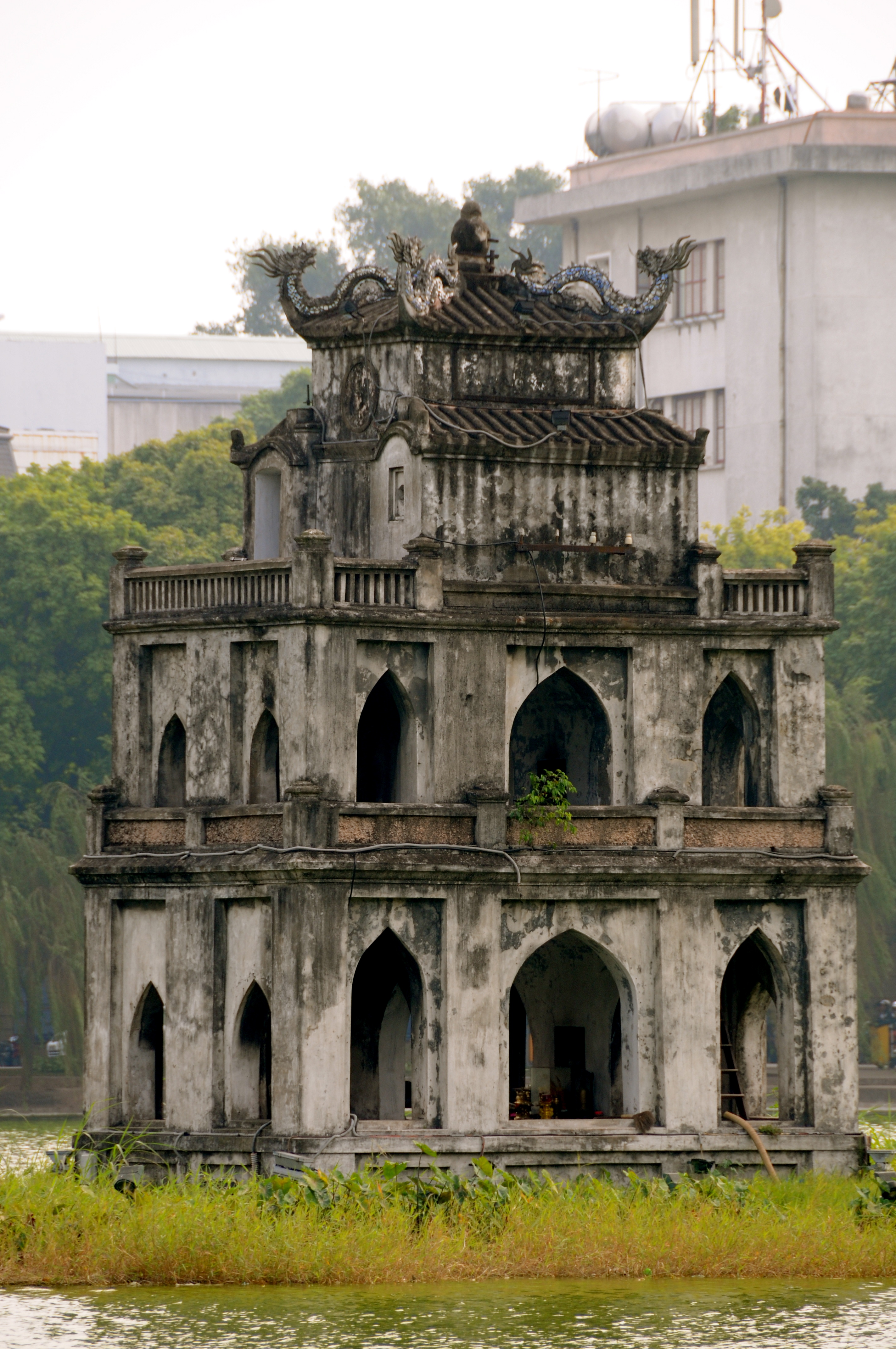
La Tour de la Tortue

La tour de la Tortue (en vietnamien : Tháp Rùa) se trouve sur un îlot minuscule d’une superficie d’environ 350 m2, au milieu du lac Hoan Kiem (« lac de l’Épée restituée » en vietnamien), dans la partie sud de Hanoï, la capitale du Viêt Nam. Elle rend hommage à l'animal sacré, la tortue, et est devenue, au fil du temps, un symbole de la ville. Son architecture est une combinaison d’architecture asiatique et européenne.
La tour de la Tortue et le lac Hoan Kiem sont liés à une légende selon laquelle le génie Tortue émergea un jour pour reprendre l’épée sacrée qu’il avait prêtée au roi Lê Thái Tổ, un jour où ce dernier faisait une croisière sur ce lac, après avoir chassé les envahisseurs chinois Ming au XVe siècle. 
Présente depuis plus de 130 ans, la tour de la Tortue s’harmonise toujours avec le paysage du lac et fait partie de l’âme des Hanoïens. 

## Le créateur de la tour de la Tortue
Après la prise de Hanoï par les Français en 1883, les habitants installés autour du lac déménagèrent. Les mandarins vietnamiens démissionnèrent alors, sauf Ba Kim qui fut nommé au poste d’intermédiaire entre les Français et les Vietnamiens. Plus tard, il passa à la solde des administrateurs coloniaux.
Selon une anecdote, ce mandarin construisit en 1886 la tour de la Tortue sur un îlot au milieu du lac Hoàn Kiêm pour inhumer les ossements de son père. Son projet ne vit pas le jour, mais grâce à sa belle position au milieu du lac, la tour, en dépit de son architecture hétéroclite et de la réputation de traître du bâtisseur, devint un vestige historique célèbre de Hanoï. Le drapeau révolutionnaire y fut même hissé à quelques occasions.

## Architecture
L’architecture de la tour de la Tortue est une combinaison d’architecture asiatique et européenne. L’architecture européenne s’exprime par les ouvertures gothiques, tandis que le toit s’inspire de celle des pagodes et temples du Viêt Nam.
La tour de la Tortue se compose d’un rez-de-chaussée et de deux étages. 
Le rez-de-chaussée est construit sur une fondation de 0,8 m. D’une longueur de 6,28 m et d’une largeur de 4,54 m, il dispose de dix portes au total.
Le premier étage, d’une longueur de 4,8 m et d’une largeur de 3,64 m, dispose aussi de dix portes, tandis que le deuxième, d’une longueur de 2,97 m et d’une largeur de 1,9 m, dispose, quant à lui, d’une seule porte de forme ronde d’un diamètre de 0,68 m, au-dessus de laquelle il y a trois mots « Quy Son Tháp » (la tour de la Montagne de la Tortue).
La hauteur totale de la tour de la Tortue est de 8,8 m avec un sommet de forme carrée de 2 m.

## La tour de la Tortue liée à une légende
Au XVe siècle, les envahisseurs chinois dominaient le Viêt Nam.
Selon une légende, le roi Lê Thái Tổ (1428–1433), un empereur du Đại Việt, fondateur de la dynastie Lê postérieure (1428–1524), reçut un jour d’un pêcheur qui s’appelait Le Than une épée que ce dernier avait ramassé en pêchant dans ce lac. Avant cela, le roi avait récupéré par hasard un fourreau. Quand il mit l’épée dans la poignée, il remarqua qu’elle correspondait. 
Grâce à cette épée, le roi et ses habitants réussirent à chasser les envahisseurs chinois et le pays redevint paisible. Le roi, un jour, fit une croisière sur ce même lac. La tortue émergea alors pour reprendre l’épée sacrée. Lê Thái Tổ comprit donc que cette épée était un mandat du Ciel venant l’aider à chasser les envahisseurs chinois du pays. De là vint le nom de lac Hoan Kiem, lac dans lequel vécut jusqu’en janvier 2016 une tortue géante d’environ 500 ans, l’un des derniers spécimens de son espèce.

## La dernière tortue du lac

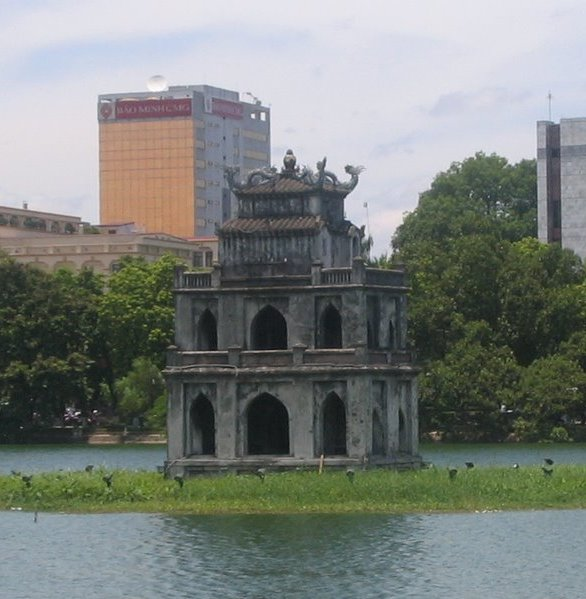
La tour est située sur une île au milieu du lac

Le professeur Ha Dinh Duc de l’université nationale du Viêt Nam de Hanoï a fait une étude sur la tortue du lac Hoan Kiem. Selon ses résultats, la tortue était de l’espèce Rafetus leloii. Pourtant son étude a été très controversée et a contribué surtout à alimenter le mythe de la tortue. En 2010, cet animal a été blessé notamment en raison de débris trainant dans le fond du lac, des hameçons des pêcheurs, mais aussi de l'arrivée de tortues de Floride dans le lac. C'est pourquoi en mai 2014, une équipe de scientifiques a capturé la créature pour soigner ses blessures, mais aussi l'étudier davantage et ainsi mieux la connaître.
Selon la recherche la plus répandue, elle appartient à l'espèce Rafetus swinhoei qui a une carapace molle. Comme la dernière tortue du lac est morte le 19 janvier 2016 à cause de la pollution de l’environnement, le Comité populaire municipal de Hanoï a décidé de transporter l’« arrière-grand-mère tortue », comme l’appellent avec respect les habitants, au Musée national de la nature du Viêt Nam, relevant de l’Académie des sciences et technologies du Viêt Nam.